# Висока класика

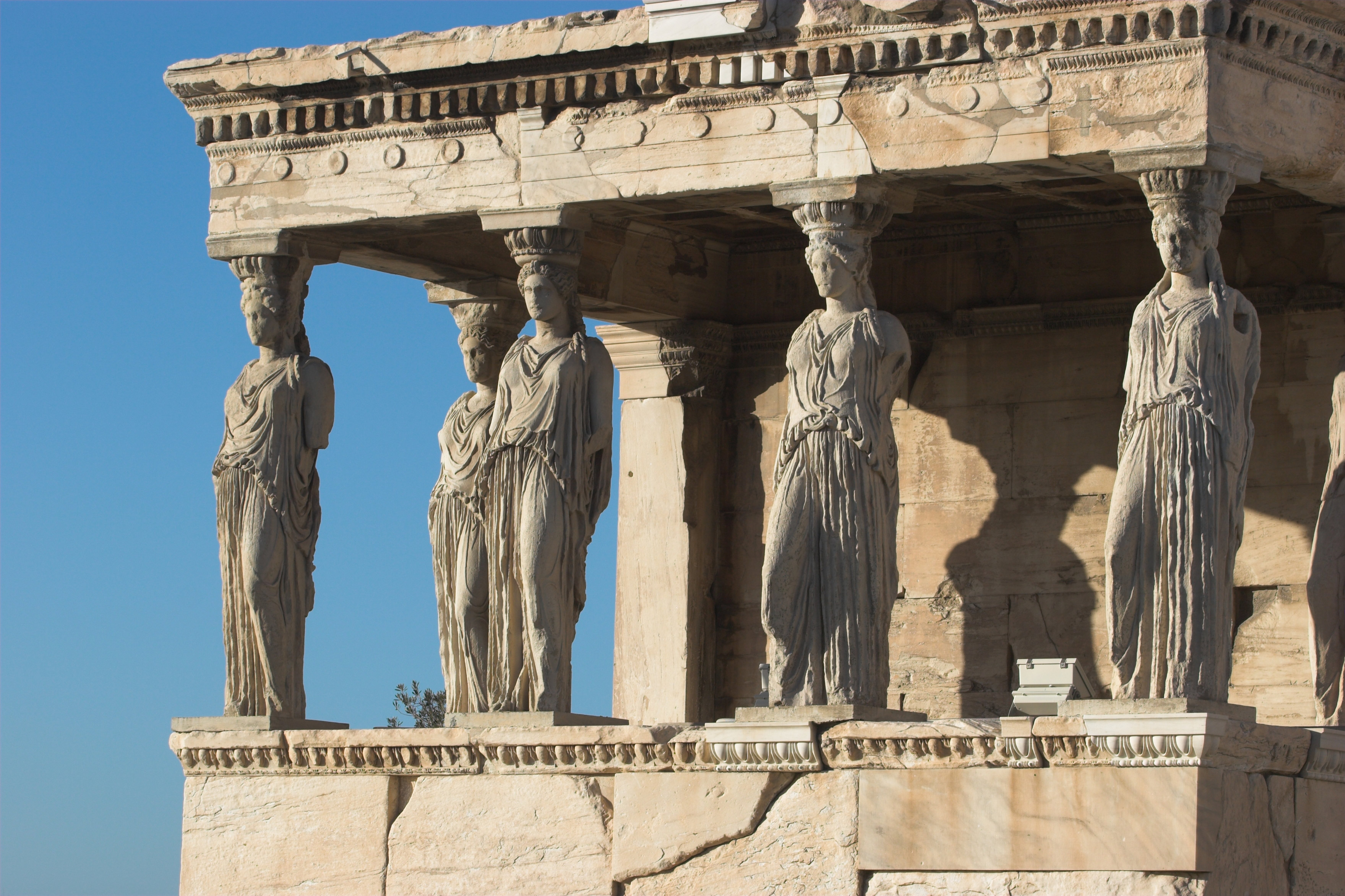
Портик Каріатид Ерехтейону, Афінський акрополь — пам'ятка доби високої класики

Висока класика — період давньогрецької культури, давньогрецького мистецтва зокрема, наприкінці 5 століття до н. е.

## Характеристика
Провідна роль у розквіті культури високої класики належала Стародавнім Афінам, які переживали в цей час період розквіту, відомий в історіографії як золоте століття Перикла і пов'язаний з піднесенням міста після славетних перемог у греко-перських війнах.
Висока класика представлена жанрами трагедії (Есхіл, Софокл, Евріпід) і комедії (Арістофан), а також нелітературною прозою (історіографія — Геродот, Фукідід, Ксенофонт; філософія — Геракліт, Демокрит, Сократ, Платон, Аристотель; красномовство — Демосфен, Лісій, Ісократ). Класичні твори грецької літератури створені на аттичному діалекті.
Наприкінці періоду близько 430—410 років до н. е. на противагу суворому стилю ранньої класики зародився, так званий, розкішний стиль.